# Pietro Giorgianni
Pietro Giorgianni (Messina, 10 ottobre 1935 – Milano, 27 agosto 1989) è stato un giornalista italiano.

## Biografia
Fin dai tempi del Liceo Ginnasio Maurolico di Messina era appassionato di giornalismo; ciò lo spinse a iniziare giovanissimo a collaborare con i giornali della sua città, specialmente La Tribuna del Mezzogiorno; i suoi articoli di sport, in particolare di atletica e ciclismo, vennero notati da La Gazzetta dello Sport. Dopo la laurea in Giurisprudenza all'Università degli Studi di Palermo, continuò a La Tribuna del Mezzogiorno, dove rimase come redattore e redattore capo fino al 1969, anno in cui venne chiamato a Milano per lavorare a La Notte, del Gruppo Pesenti. Inviato speciale nel quotidiano milanese diretto da Nino Nutrizio, diventò presto caposervizio, fino a ricoprire il ruolo di vicedirettore. Nel 1975 venne operato al cuore: lo raccontò su La Notte, e per questo si guadagnò il prestigioso Premio Saint-Vincent di giornalismo; nel 1978 ottenne anche Il Premiolino. Nel 1981 fu chiamato a dirigere il settimanale Eva Express, della casa editrice Rusconi, nella quale ricoprì anche il ruolo di direttore centrale delle nuove tecnologie. Nel 1984 tornò a La Notte (che intanto era stata acquistata dal Gruppo Rusconi) in veste di direttore, uomo di fiducia del nuovo editore. In una città socialista craxiana venne accusato di fare un giornale troppo democristiano, in accordo con l'editore Edilio Rusconi.

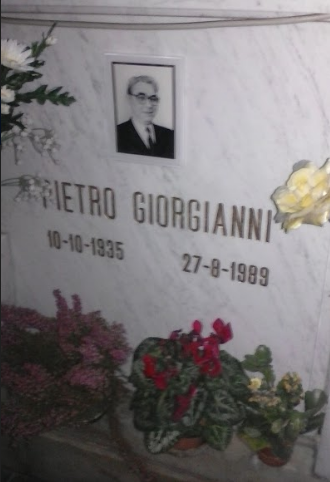
Tomba di Pietro Giorgianni, al Riparto 115 del Cimitero di Lambrate

Nel marzo 1987 usciva per Editori Riuniti il libro Berlusconi – Inchiesta sul signor TV, di Giovanni Ruggeri e Mario Guarino. Lui e l’editore Edilio Rusconi concessero su La Notte un lungo articolo con intervista agli autori, scritto personalmente da lui. Silvio Berlusconi reagì querelando lui e Rusconi, oltre agli autori del libro; inoltre il Cavaliere lo chiamò al telefono: gli disse che si era giocato la stima che aveva per lui e minacciò di ridurlo in povertà; a quest'ultima frase Giorgianni ribatté che la cosa era impossibile, essendo già povero. In seguito Silvio Berlusconi rimise la querela a lui e a Rusconi, e lui venne invitato a cena ad Arcore, a Villa San Martino. Nel 1988 lasciò La Notte e venne assunto proprio da Silvio Berlusconi per dirigere da gennaio 1989 la rivista mensile Tutto Musica e Spettacolo. Nello stesso 1989 uscì un libro che raccoglieva alcuni suoi articoli su Milano scritti in 20 anni, il suo unico libro. Avrebbe anche dovuto dirigere un settimanale popolare ideato da Gigi Vesigna sempre edito da Berlusconi, ma il progetto non vide mai la luce per la sua improvvisa scomparsa a fine agosto.
Riposa al Cimitero di Lambrate, in un colombaro.

## Opere
- Milano. Vent'anni in cronaca (1968-1988), Mursia, 1989[6]

## Premi
- Premio Saint-Vincent per il giornalismo, per la migliore inchiesta dell'anno 1975.
- Premio internazionale "La Madonnina"
- Premiolino 1978
- Premio David di Michelangelo